# Marjorie Lawrence
Marjorie Lawrence (Melbourne, 17 de febrero de 1907 - 13 de enero de 1979) fue una soprano dramática australiana, particularmente destacada como intérprete de óperas de Richard Wagner.
Ganó numerosos concursos de canto cuando era joven, y marchó a París a estudiar con Cécile Gilly. En 1932 debutó en Montecarlo como Elisabeth en el Tannhäuser de Wagner. En 1933 hizo su primera aparición en la Ópera Garnier de París, interpretando a Ortrud en Lohengrin junto a Germaine Lubin y ese mismo año cantó el estreno mundial de la obra de Joseph Canteloube Vercingétorix.
En 1935, debutó en el Metropolitan Opera de Nueva York con el papel de Brunilda en La Valquiria, y al año siguiente interpretó la escena de la inmolación en el Götterdämmerung cabalgando en su caballo hacia las llamas, como pretendía Wagner, haciendo de ella una de las pocas sopranos que lo ha hecho.
En 1936 debutó en el Teatro Colón de Buenos Aires como Ortrud en Lohengrin, como Kundry en Parsifal, Senta de El holandés errante y en Castor y Polux de Rameau. Regresó en 1940 como La Valquiria, Kundry y Salomé dirigida por Erich Kleiber.
Durante una interpretación en 1941 en México, descubrió que no podía permanecer en pie. Padecía de polio, y como resultado de la enfermedad quedó en silla de ruedas. Intentó regresar al escenario, pero estaba limitada por su falta de movilidad. Se recibió bien una interpretación de Amneris en la ópera de Giuseppe Verdi Aida en París en 1946, pero Lawrence se retiró del escenario, y empezó a trabajar como maestra.
Se la conoce por sus interpretaciones de Wagner, pero interpretó otras obras, entre ellas la ópera de Richard Strauss Salomé y como Carmen de Georges Bizet. Hizo varias grabaciones, en su mayor parte de obras de Wagner. 
Cantó junto a grandes figuras de la época como Kirsten Flagstad, Lauritz Melchior, Lotte Lehmann y Germaine Lubin. 
En 1949 publicó su autobiografía "Melodía interrumpida" llevada al cine en 1955 con Eleanor Parker- que recibió una nominación para el Oscar por su trabajo- y Glenn Ford. La voz usada en la misma pertenece a la soprano norteamericana Eileen Farrell.

## Discografía de referencia
- Recital (Arias de Reyer, Wagner y Strauss)

- Wagner - Der fliegende Holländer (Busch 1936/Destal, Kipnis, Maison)

- Wagner - Die Götterdämmerung (Bodanzky 1936/Melchior, Schorr, Manski, Hofmann, Habich)

- Wagner - Lohengrin (Bodanzky 1935/Lehmann, Melchior, Schorr, List, Huehn)

- Wagner - Tannhäuser (Breisach 1944 /Melchior, kipnis, Varnay)

- Wagner - Die Walküre (Bodanzky 1935- 1937/Lawrence [Brünnhilde], Flagstad [Sieglinde], Melchior, Schorr, Thorborg, Hofmann)

- Wagner - Die Walküre (Leinsdorf 1940/Flagstad [Brünnhilde], Lawrence [Sieglinde], Melchior, Huehn, Branzell, List)

- Wagner - Die Walküre (Leinsdorf 1940/Lawrence [Brünhilde], Lehmann [Sieglinde], Melchior, Schorr, Thorborg, List)

- Wagner - Die Walküre (Kleiber 1940/Lawrence [Brünnhilde], Irene Jessner [Sieglinde], Stevens, Maison, List, Janssen)